# Castello di Pollenzo
| Imagem: Residências da Casa de Saboia | Castello di Pollenzo está incluído no sítio "Residências da Casa de Saboia", Património Mundial da UNESCO. |  |

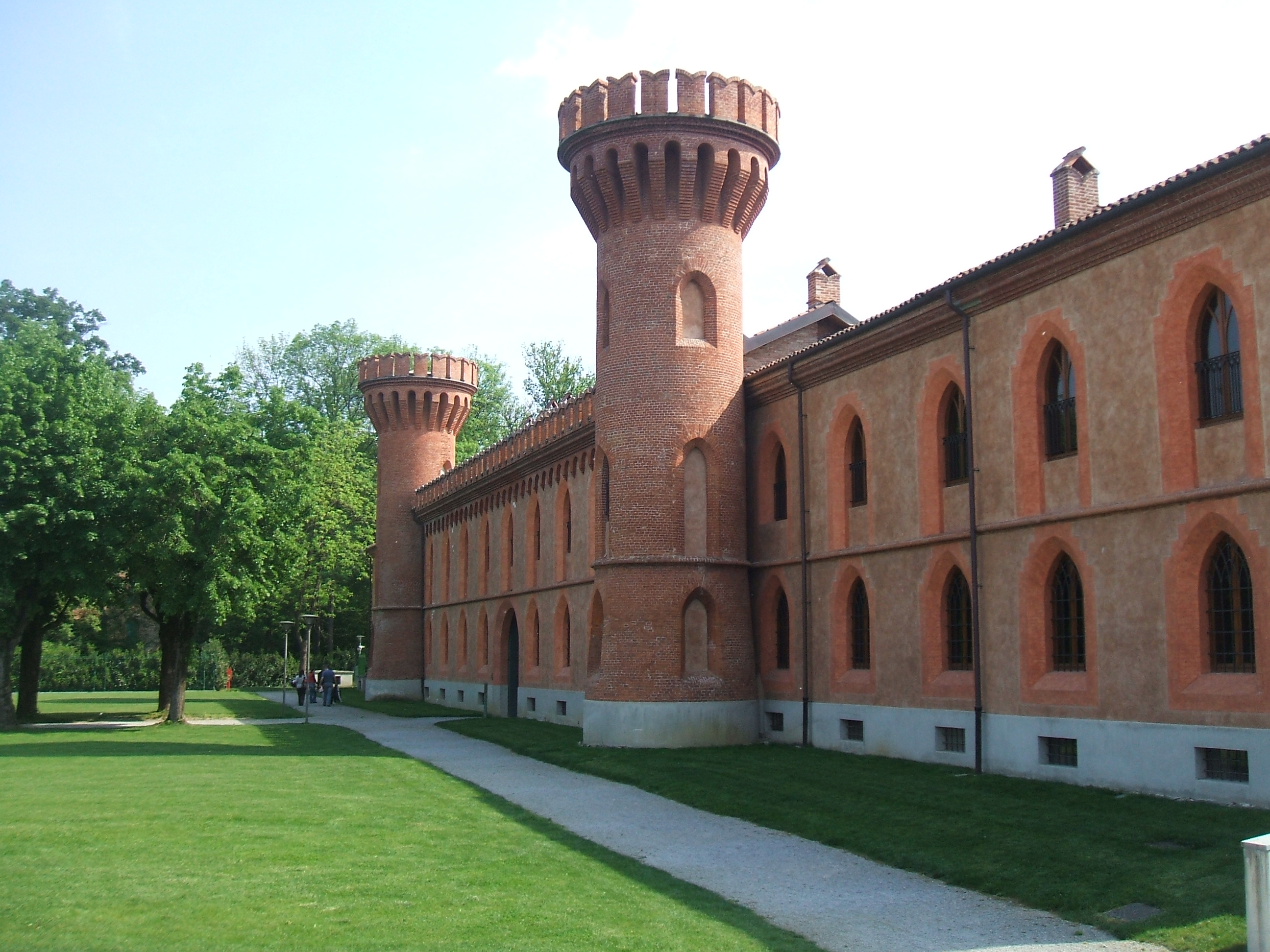
Fachada do Castello di Pollenzo.

O Castello di Pollenzo é um palácio italiano situado na Piazza della Chiesa, em Pollenzo, fracção de Bra, Província de Cuneo.
É uma das Residências da Casa de Saboia reconhecidas, em 1997, pela UNESCO como Património da Humanidade, uma rede de castelos, palácios e edifícios públicos criados por iniciativa dos duques, dos príncipes e dos reis da Casa de Saboia, nos seus diferentes ramos, entre os quais, principalmente o ramo Saboia-Carignano, do qual provém o Rei da Sardenha Carlos Alberto.

## História
Na história bimilenar de Pollenzo (POLLENTIA para os romanos) foram várias vezes construídos e destruídos fortificações, castelos e igrejas.

### Residência feudal e renascentista
A antiga Pollenzo (o Museu de Bra - compreendido no circuito dos "Castelos Abertos" - expõe vestígios da época romana e alto-medieval provenientes das escavações arqueológicas do lugar), depois de duras contendas travadas, nos séculos XII e XIII, entre as maiores comunas do Baixo Piemonte e que levaram à sua completa destruição, tornou-se sede de condado do patrício visconteo Antonio Porro. Em 1386, Porro promoveu a construção dum castelo, o qual seria erguido por obra do engenheiro Andrea da Modena.
Passadas poucas décadas, o castelo roqueiro transformou-se na prestigiosa residência feudal dos Marqueses de Romagnano. Estes, na segunda metade do século XVI, iniciaram uma profunda renovação do castelo seguindo os modelos maneiristas, que o colocam em linha com a arquitectura contemporânea de cidades como Savigliano, Saluzzo, Alba ou Casale Monferrato: algumas, poucas, obras escultórias e, principalmente, os documentos permitiram reconstruir a soberba fase histórico-artística, cujos traços estavam destinados a ser completamente suprimidos entre 1832 e 1847.

### Transformações por Carlos Alberto

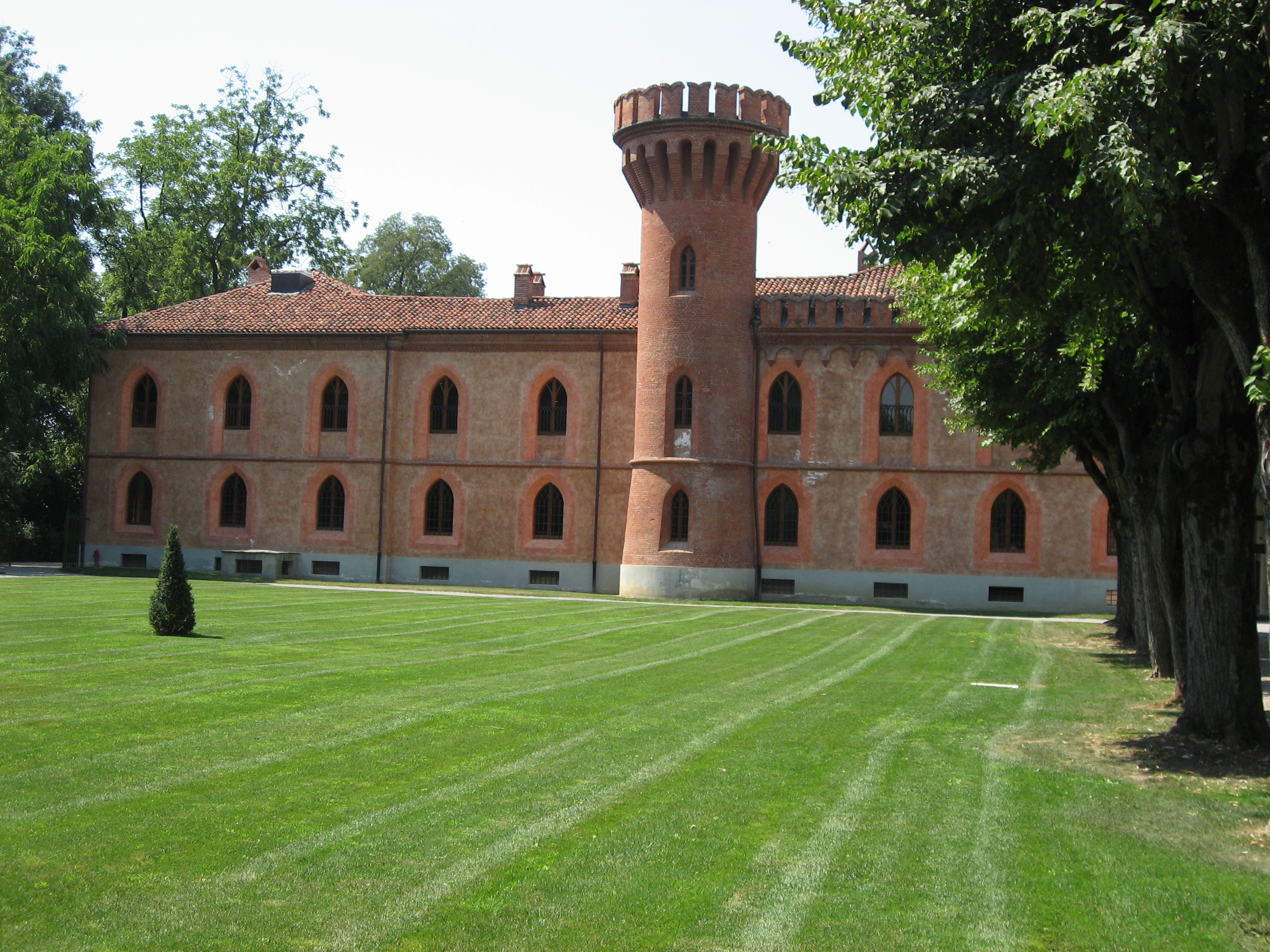
Vista parcial da fachada.

O caso de Pollenzo naqueles anos será sintomático da particular visão romântica do encomendador - o Rei Carlos Alberto - até mesmo para metade dos seus artistas direccionados para um revivalismo gótico longe dos modelos de Horace Walpole: as intervenções da época carloalbertiana incluem a completa destruição da maior parte do burgo da época medieval e protomoderna, remexendo em grande parte dos assentamentos rurais e defensivos do século XIV, na Igreja de São Vítor, no tecido infraestrutural do lugar (os acessos internos e externos, os quatro "portões" entre Pollenzo, a Ilha e a margem direita do rio Tanaro) e, por fim, no próprio castelo, tanto no exterior - do qual quase só resta intacta a torre de menagem - como no interior. Tudo isto foi feito em nome da celebração duma recriação medieval, mas com frequentes e difusos elementos de contradição na forma classicista mais opulenta, idealizada por Pelagio Palagi, arquitecto e versátil artista.
Palagi teve a colaboração dos arquitectos Ernest Melano, na execução dos edifícios, e Xavier Kurten, na estruturação do novo parque.

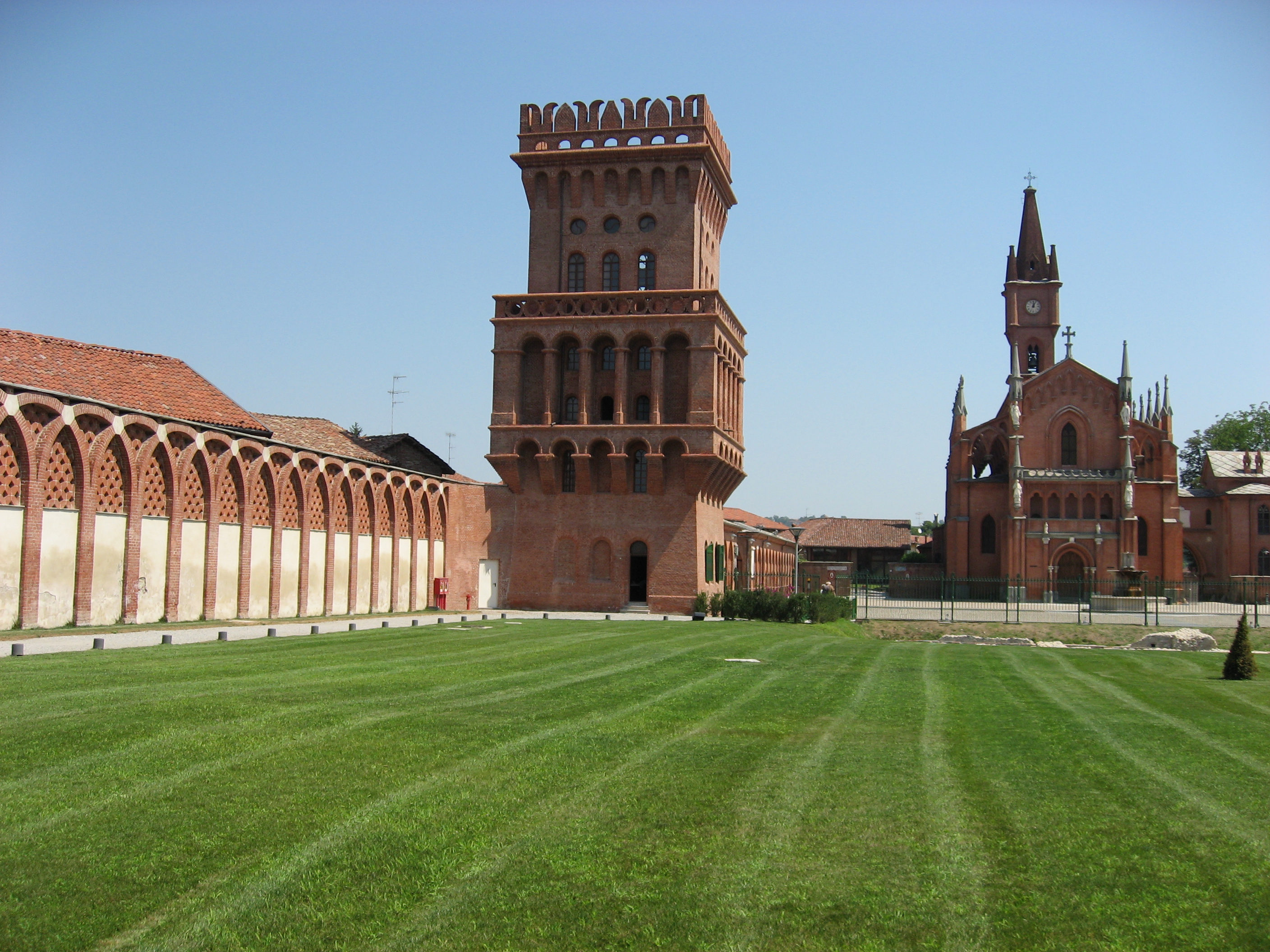
Torre e Igreja de São Vítor.

O aspecto positivo da intervenção saboiana em Pollenzo reside no facto de as novas realizações terem empenhado artistas que prosseguiam uma forma projectada, tanto para o novo agregado como para cada minuto manufacturado: isto pode constatar-se investigando as obras de Pelagio Palagi (do qual também foi encontrado, no arquivo palagiano do Arquiginásio de Bolonha, o "verdadeiro" projecto neogótico, não realizado, para as fachadas do castelo), de Ernest Melano, de Bellosio, de Moncalvo e de Gaggini. Com estes artistas, a quem o soberano encomendou uma renovação completa de Pollenzo, foi chamada a trabalhar uma multidão de outros artistas e artesãos de grande profissionalismo, os quais colaboraram na criação da nova imagem do burgo, com a sua praça com fonte, a sua igreja, a quinta albertiana, o castelo e, fundamentalmente, a sua agência.

### O Conde de Pollenzo
Vítor Emanuel III abdicou a favor do filho, Humberto II, no dia 9 de Maio de 1946, tendo assumido o título de Conde de Pollenzo.

### Destino actual
Agora, passados 170 anos desde a sua criação como centro direccional e de experimentações dos domínios saboianos, Carlo Petrini, criador da Slow Food, conseguiu lançar a faísca que permitiu a este burgo repartir os seus novos objectivos, aspirando a novas funções, mas uma vez mais valorizando todas as qualidades históricas, artísticas e ambientais. Estas mesmas novas funções, que também vêm apresentadas no livro, com os projectos de recuperação funcional - pensado com uma particular atenção pela localização, na própria Agência e na Cascina Albertina (em rede com o Palazzo Ducale di Colorno, onde residiu Maria Luísa de Áustria, viúva de Napoleão Bonaparte) pela Universidade de Ciências Gastronómicas e pela Banca del Vino (Banco do Vinho) - têm, de resto, um substrato histórico nos feitos de Carlos Alberto, quando se consideram as experimentações no campo dos cereais ou no vitivinícola, as quais viram premiar um "cientista" do vinho, o enólogo genovês Paolo Francesco Staglieno, o qual começou a produção do "Vinho de Pollenzo" para o Rei Carlos Alberto.

## Igreja de São Vítor

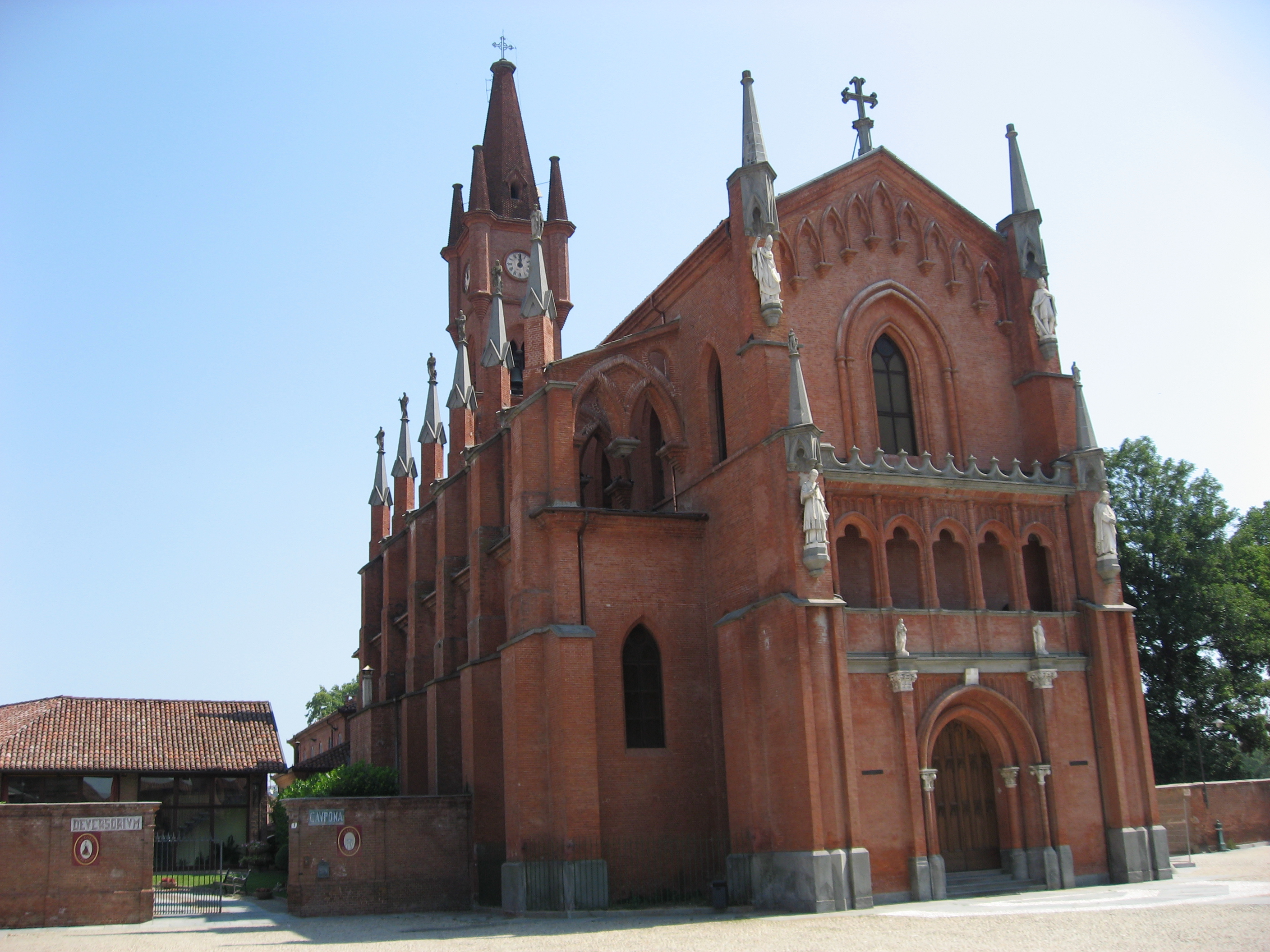
Igreja de São Vítor.

Ligada ao castelo, está a Igreja de São Vítor (Chiesa di san Vittore), também esta construída na década de 1840 com formas neogóticas por Ernesto Melano.
Na igreja, Carlo Bellosio pintou, entre outras obras, o martírio de São Vítor. Por outro lado, está presente um precioso coro em madeira, datado do século XVI, proveniente da Abadia de Staffarda.

## Sede universitária
Actualmente, o Castello di Pollenzo acolhe a Universidade de Ciências Gastronómicas.